# Blaze Bayley
Blaze Bayley, all'anagrafe Bayley Alexander Cooke (Birmingham, 29 maggio 1963), è un cantante britannico, leader dell'omonimo gruppo heavy metal Blaze (oggi a tutti gli effetti un progetto solista) e dei riformati Wolfsbane.
Gran parte della sua fama è tuttavia da attribuire al ruolo di cantante degli Iron Maiden ricoperto tra il 1994 e il 1999, prendendo il posto di Bruce Dickinson, che se ne andò per dedicarsi pienamente alla sua attività solista.

## Biografia
La sua passione per la musica inizia a scuola quando vedeva suonare piccole cover band di genere metal. Finita la scuola, lavora come inserviente in un hotel, dove durante le pause iniziò a cantare e a suonare il pianoforte che era posto in una hall dell'hotel. Inizio' a scrivere canzoni proprie, e successivamente un suo amico gli offre la possibilità di cantare per la sua band, e fu qui che ebbe inizio la sua carriera da musicista. Bayley diventò subito il leader di un gruppo heavy rock di culto in Inghilterra, i Wolfsbane, ma nel 1994 il cantante si unì a sorpresa agli Iron Maiden aggiudicandosi il posto (lasciato vacante dallo storico cantante Bruce Dickinson per potersi dedicare ai suoi progetti solisti). Con la band britannica Bayley ha inciso gli album The X Factor nel 1995 e Virtual XI nel 1998. Questi album non riuscirono a ripetere il successo commerciale dei precedenti, né le critiche furono positive.

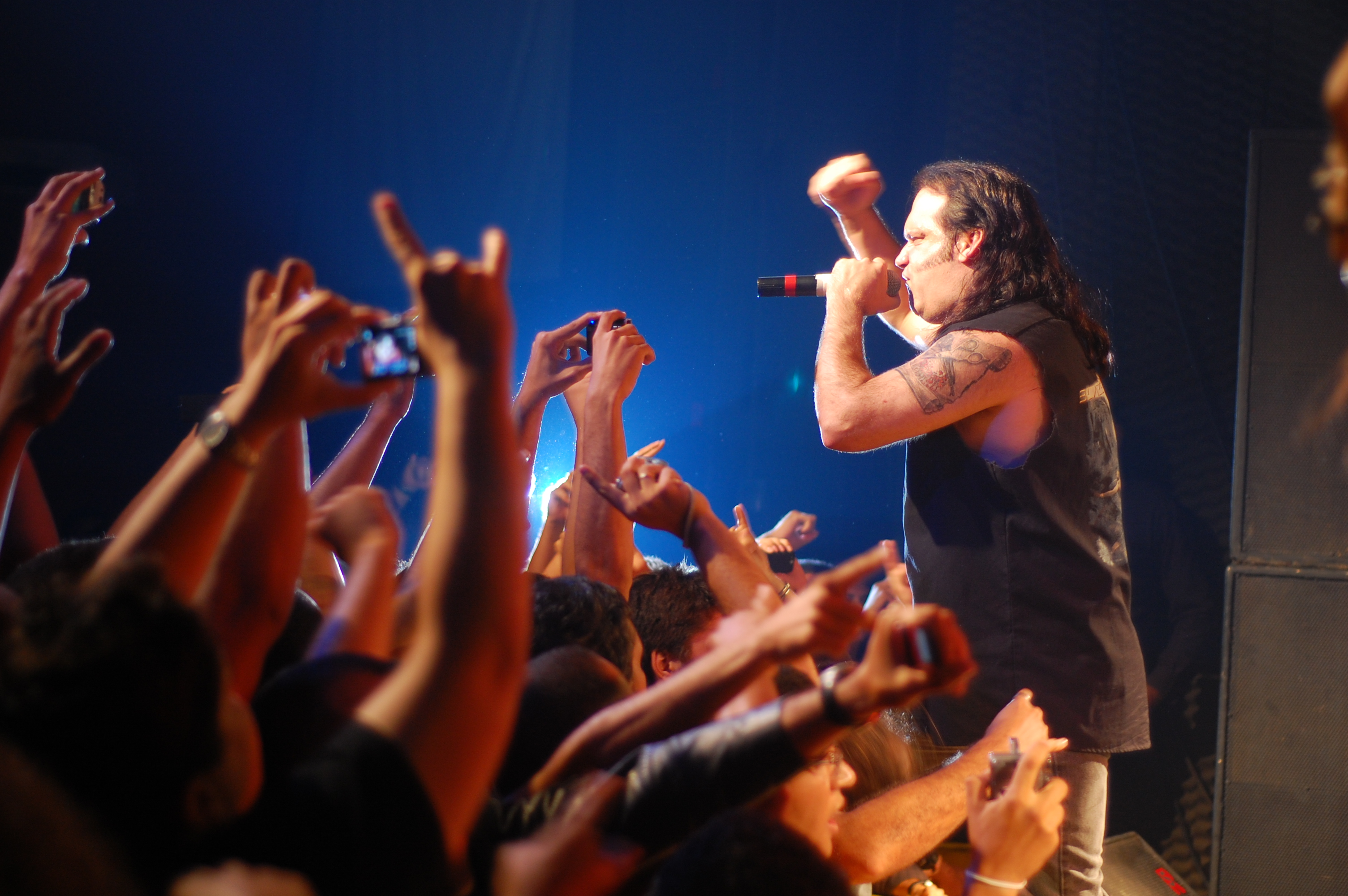
Bayley nel 2009 col suo gruppo, i Blaze

Bayley venne incolpato da molti fan per il fallimento commerciale dei due dischi, salvo venire rivalutato negli anni a venire. Divisero anche le sue prestazioni live: gli arrangiamenti della band non tennero conto del timbro vocale molto diverso di Bayley rispetto a quello di Dickinson, e a complicare le cose vi furono anche un incidente motociclistico e una pesante allergia alle corde vocali che colpirono il nuovo cantante. Secondo indiscrezioni mai confermate Bayley ebbe forti tensioni con Nicko McBrain e Janick Gers. Steve Harris, leader indiscusso dei Maiden, non aveva alcuna intenzione di licenziarlo, ma di fronte all'ultimatum degli altri membri che avrebbero minacciato degli abbandoni, fu costretto a licenziare il cantante. Bayley lasciò dunque gli Iron Maiden per favorire il ritorno di Bruce Dickinson nel febbraio del 1999.
Bayley ne uscì psicologicamente distrutto, ma non si arrese avviando immediatamente la sua nuova carriera. L'anno seguente, incise il suo primo album con la sua nuova band, i Blaze, successivamente rinominata Blaze Bayley Band. Complessivamente nell'era post-Maiden da solista ha inciso finora undici album in studio, sei album dal vivo, una raccolta, un EP e altrettanti DVD dal vivo. Questi lavori sono stati tutti ben recensiti dalla critica e hanno permesso al cantante di riprendersi non solo musicalmente ma anche psicologicamente, dopo il licenziamento dai Maiden.
Chiusa l'era Blaze il cantante fonda una nuova band chiamata semplicemente con il suo nome: Blaze Bayley Band (BBB) che nella sua primissima incarnazione realizza un DVD, "Alive in Poland". Trovata successivamente una formazione stabile e particolarmente coesa (i fratelli colombiani David Bermudez e Nico Bermudez, ex Underthtreat rispettivamente basso e chitarra, Jay Walsh ex Fourwaykill alla seconda chitarra e Lawrence Paterson ex Chokehold, successivamente rimpiazzato dall'italiano Claudio Tirincanti, alla batteria), inciderà in particolare due album The Man Who Would Not Die e Promise and Terror oltre ad alcune pubblicazioni live. A cavallo fra i due dischi, nel luglio 2008 Blaze si è trovato costretto a vegliare sulle condizioni della moglie Debbie Hartland, ricoverata in un ospedale in seguito a una grave ischemia cerebrale che l'ha colpita nella loro casa. Il 27 settembre 2008 il sito ufficiale di Blaze dà la triste notizia della sua scomparsa a causa di una seconda ischemia.
La donna, oltre ad essere la moglie del cantante, è stata anche la manager del gruppo, e stava ultimando l'organizzazione del tour. In seguito a questa tragedia, Blaze ha ammesso di voler proseguire con la vita on the road, perché è ciò che la sua consorte avrebbe desiderato, cancellando solo alcune date per poterle stare accanto. Molte di queste vicende sono narrate nella biografia semi-ufficiale del cantante, "At The End Of The Day", scritta dal batterista Larry Paterson.

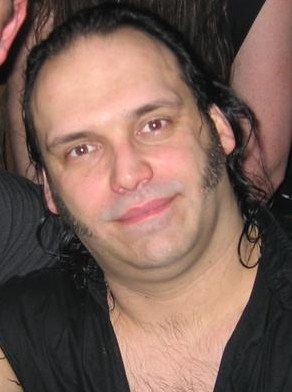
Bayley nel 2005 in una sessione di autografi

La Blaze Bayley Band girerà il mondo ininterrottamente per due anni e mezzo. Il 29 marzo 2011 Bayley in persona, dal suo sito web, annuncia però a sorpresa la separazione da questa formazione per motivi "finanziari e di salute", dichiarando l'impossibilità economica di tenere in vita una formazione a tempo pieno nella quale due membri - i fratelli Bermudez - sono costretti più volte l'anno a rientrare in Colombia a spese della band per rinnovare i propri permessi di soggiorno per l'Europa, a volte con tempistiche interminabili che costringono a sostituzioni all'ultimo minuto dei musicisti (spesso al loro posto si esibiranno Chris e Luke Appleton della band Fury Uk oltre a Dave Andrews che più tardi entrerà nella formazione).
Blaze annuncia comunque la volontà di proseguire la sua carriera solista ma collaborando di volta in volta con diversi musicisti. La prima formazione ufficiale dal vivo ha visto la conferma di Claudio Tirincanti alla batteria, il ritorno di Dave Andrews (membro live in alcune date del 2009) alla chitarra, e l'innesto dei belgi Steve Deleu e Nick Meganck rispettivamente alla seconda chitarra e al basso. Alla fine dell'anno viene annunciato che gli stessi musicisti costituiranno anche la live band di Ripper Owens, ex cantante dei Judas Priest. Nel frattempo Bayley e la sua nuova compagna, Eline, danno il benvenuto alla propria primogenita Alice, venuta alla luce nel 2011. La coppia convolerà a nozze due anni dopo, nell'agosto 2013.
I progetti portati avanti nel 2011 da Blaze Bayley sono stati molteplici: un tour acustico (accompagnato in Inghilterra dal fedele amico e chitarrista dei Wolfsbane Jase Edwards e in Italia da Andrea Neri), e la prima tournée sul suolo americano dai tempi dei Maiden (accompagnato dalla band canadese Man The Destroyer e dal chitarrista statunitense Rick Plester, che diventerà un occasionale collaboratore di Bayley). Parallelamente il cantante si esibisce nuovamente in numerose date live e giunge all'incisione di nuovo materiale con la sua prima band ormai stabilmente riunita, i Wolfsbane.
Il 2012 sarà un'annata altrettanto intensa. Bayley a febbraio affronta un tour in Russia assieme all'altro ex cantante degli Iron Maiden, Paul Di'Anno e presenta un nuovo lavoro in studio: The King of Metal (tributo ai fans, che Bayley definisce "i soli re dell'heavy metal") promosso da un massiccio tour mondiale. Il disco, registrato fra i Fear Studio di Ravenna e l'Olanda, e mixato in parte da Tony Newton nello studio del leader degli Iron Maiden Steve Harris, in parte da Rick Plester negli USA e in parte da Raoul Soentken nei Paesi Bassi, ha visto la partecipazione di tre musicisti italiani: il fidato Claudio Tirincanti, il chitarrista Andrea Neri (della band romana Stage of Reality), il bassista Matteo "Lehmann" Grazzini (dei thrasher bolognesi Neurasthenia). Completa la formazione il chitarrista Thomas Zwijsen, giovane talento olandese diventato un fenomeno sul web per i video dei suoi riarrangiamenti classici dei pezzi degli Iron Maiden. Zwijsen risulta coautore di gran parte dei brani assieme allo stesso Bayley. La stessa formazione che ha registrato l'album è anche a tutti gli effetti la nuova live band del cantante britannico, che fra marzo e maggio affronta un tour europeo di oltre 60 date. Il 2012 è fitto di impegni: a luglio un tour acustico in compagnia di Thomas Zwijsen, in ottobre un mini-tour con i Wolfsbane, a novembre un ulteriore co-headlining tour assieme a Paul Di'Anno (Europa dell'Est, Australia e Nuova Zelanda).
Nel 2013 oltre alla consueta, intensissima attività live (in particolare con Di'Anno) dà vita a nuovi tour acustici in Brasile (con Zwijsen e la violinista olandese Anne Bakker), Europa ed Usa. Negli States Bayley si esibisce col progetto The Foundry, all-star band che vede coinvolti il chitarrista Rick Plester (Black Symphony), il bassista John Moyer (Adrenaline Mob, Disturbed, Queensrÿche) e il batterista degli Scorpions, James Kottak. 
Nello stesso anno, a suggellare l'esperienza acustica, esce l'EP Russian Holiday della coppia Bayley-Zwijsen con rivisitazioni unplugged di alcune canzoni della carriera solista di Blaze, un brano con gli Iron Maiden e l'inedito Russian Holyday.

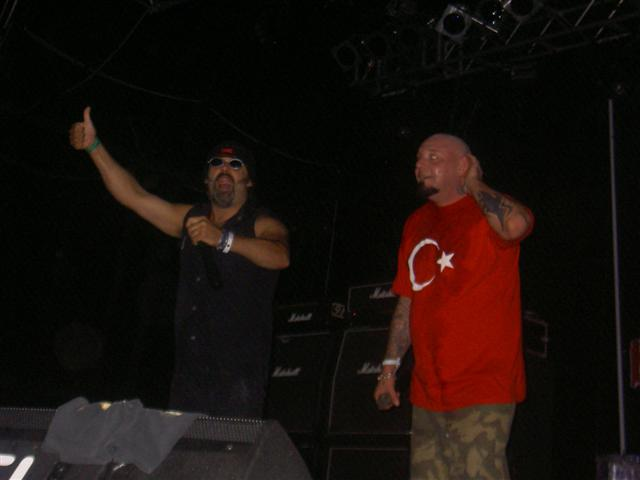
Bayley assieme a Paul DiAnno

Il cantante annuncia quindi per novembre 2013 l'uscita di Soundtracks of my Life, doppio best of con cui Bayley intende celebrare i 30 anni dietro al microfono. Ci sono anche due inediti ("Hatred" e "Eating Children") che Bayley ha scritto e inciso con Rick Plester e per i quali vengono girati due videoclip promozionali. L'album sarà seguito da un tour mondiale nel 2014. Per la parte europea del tour di "Soundtracks of my life" i musicisti che accompagnano Blaze sono i membri della band inglese Absolva: Chris Appleton (chitarra, già con Blaze in alcune apparizioni live), Dan Bate (basso, poi sostituito temporaneamente da Luke Appleton, fratello di Chris e musicista dei blasonati Iced Earth, quindi da Karl Schramm) e Martin McNee (batteria). Con gli Absolva viene registrato il DVD Live in Prague che contiene un concerto del Soundtracks of My Life European Tour più altri bonus. Nel frattempo in Slovacchia e Germania, con altri musicisti, Blaze dà vita ad alcuni show esclusivi incentrati su brani del suo periodo negli Iron Maiden, celebrando così i 20 anni dal suo ingresso nella Vergine di Ferro. In inverno il cantante ritorna in Sudamerica, Canada e Usa. In quest'ultimo Paese torna ad esibirsi con l'all-star band The Foundry assieme a Plester, Moyer e al batterista dei Twisted Sister A.J. Pero (in alcune date sostituito da Bobby Jarzombek). Nel 2015 in Sudamerica effettua un breve tour sotto l'egida "Metal Singers" assieme ai colleghi vocalist Udo Dirkschneider, Ripper Owens e Mike Vescera.

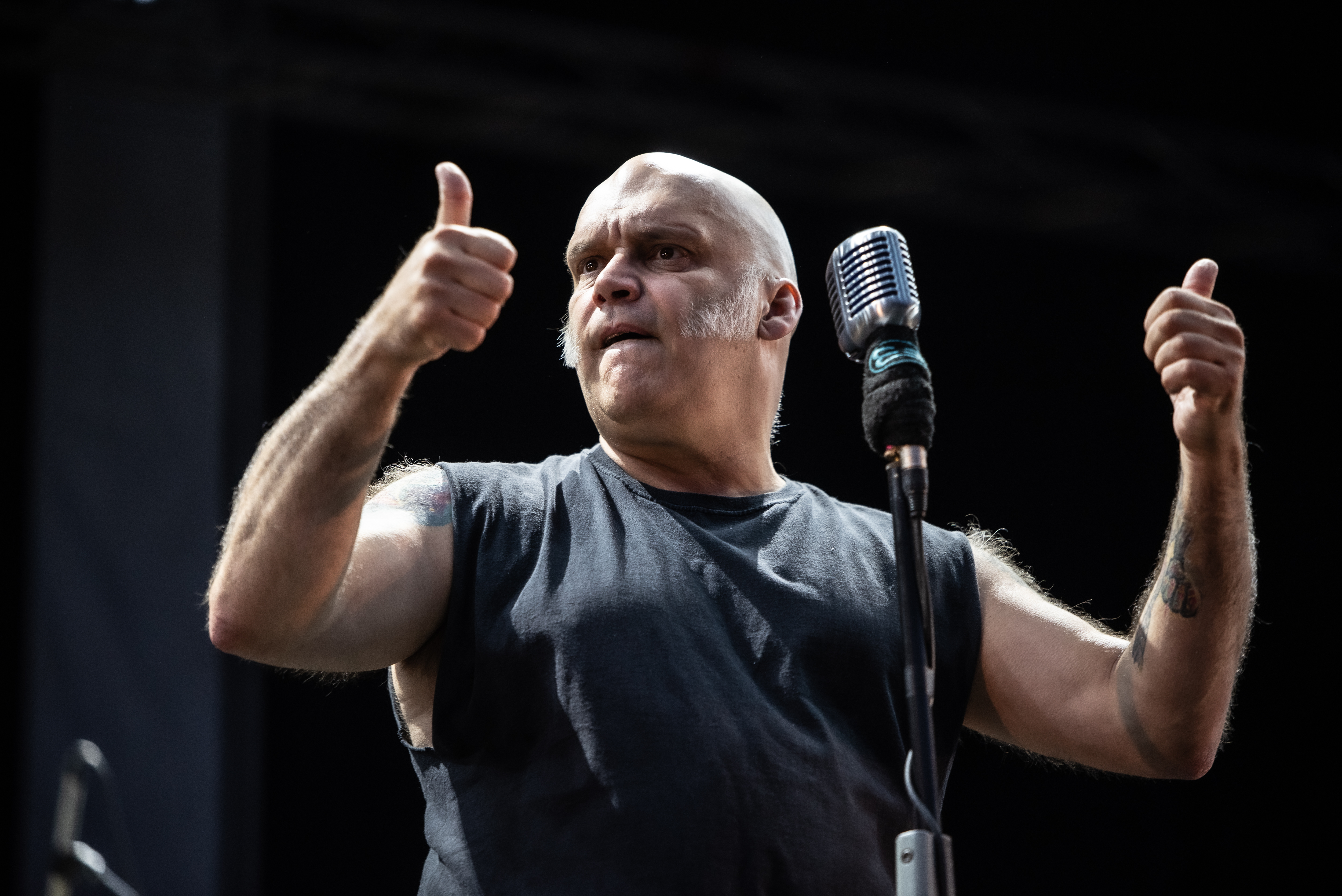
Bayley nel 2024

Nel 2016 vede la luce il nuovo album Infinite Entanglement, un concept che ritorna alle tematiche sci-fi degli esordi, scritto e registrato con i musicisti degli Absolva. "Human" è il primo singolo e videoclip del nuovo disco. Blaze effettuerà un lungo tour mondiale, esibendosi anche come ospite dei Disturbed al Download Festival e negli Usa assieme ai cantanti Geoff Tate e Tim Owens nel progetto "Trinity". Un anno dopo arriva il nuovo album "Endure and Surive - Infinite Entanglement part II", secondo capitolo della trilogia. Il primo singolo e video è proprio la title track. Nel 2018 viene pubblicato il terzo capitolo The Redemption of William Black - Infinite Entanglement Part III, seguito lo stesso dall'album acustico December Wind con cui si rinnova la collaborazione con Thomas Zwijsen.
il 9 aprile 2021 è stato pubblicato l'undicesimo album in studio da solista War Within Me, seguito il 23 febbraio 2024 da Circle Of Stone, scritti e registrati ancora in partnership con i musicisti degli Absolva.

## Discografia

### Wolfsbane
- 1989 - Live Fast, Die Fast
- 1990 - All Hell's Breaking Loose... Down at Little Kathy Wilson's Place
- 1991 - Down Fall the Good Guys
- 1993 - Massive Noise Injection
- 1994 - Wolfsbane
- 2001 - Lifestyles of the Broke and Obscure
- 2009 - Howling Mad Shithead - The Best of Wolfsbane
- 2012 - Wolfsbane Save the World
- 2022 - Genius

### Iron Maiden
- 1995 - The X Factor
- 1996 - Best of the Beast
- 1998 - Virtual XI

### Carriera solista

#### Album in studio
- 2000 - Silicon Messiah (Blaze)
- 2002 - Tenth Dimension (Blaze)
- 2004 - Blood and Belief (Blaze)
- 2008 - The Man Who Would Not Die (Blaze Bayley)
- 2010 - Promise and Terror (Blaze Bayley)
- 2012 - The King of Metal (Blaze Bayley)
- 2016 - Infinite Entanglement (Blaze Bayley)
- 2017 - Endure and Survive - Infinite Entanglement pt II (Blaze Bayley)
- 2018 - The Redemption of William Black - Infinite Entanglement Part III (Blaze Bayley)
- 2018 - December Wind (Blaze Bayley & Thomas Zwijsen)
- 2021 - War Within Me (Blaze Bayley)
- 2024 - Circle of Stone

#### Raccolte
- 2013 - Soundtracks of my Life (Blaze Bayley)

#### Live
- 2003 - As Live as It Gets (Blaze)
- 2007 - Alive in Poland (Blaze Bayley)
- 2009 - The Night That Will Not Die (Blaze Bayley)
- 2014 - Live in Prague (Blaze Bayley)
- 2019 - Live in France (Blaze Bayley)
- 2020 - Live in Czech (Blaze Bayley)

#### EP
- 2013 - Russian Holiday (Blaze Bayley & Thomas Zwjisen)

#### DVD
- 2007 - Alive in Poland (Blaze Bayley)
- 2009 - The Night That Will Not Die (Blaze Bayley)
- 2014 - Live in Prague (Blaze Bayley)
- 2019 - Live in France (Blaze Bayley)

### Apparizioni come ospite
- Cerebral Fix – Bastards (1991, voce attiva "Smash It Up")
- The Almighty – Powertrippin' (1993, voci di sottofondo attive "Jesus Loves You ... But I Don't")
- Doro – Classic Diamonds - The DVD (2004, voce solista attiva "Fear of the Dark")
- Armageddon over Wacken Live 2004 (CD/DVD, 2005, con Doro)
- Doro – 20 Years A Warrior Soul (2006, condivisione della voce  "Bad Blood" e "All We Are")
- Seven - "Freedom Call" (2011) (voce)
- Trooper - "Voodoo" (2011) (voci aggiuntive)
- Dragonsclaw – Prophecy (2011) (voce attiva "Prophecy is a Lie")
- Thomas Zwijsen – Nylon Maiden (2012, voce attiva "The Clansman")
- Trooper – Mercy Killer (2012) (voce attiva "Mercy Killer")
- Lonewolf – Army of the Damned (2012) (voce attiva "The One You Never See")
- Sinnergod – voce attiva "It's A Wonderful Life" (Singolo) (2012)
- Chris Declercq – voce attiva "A Miracle away" (Singolo digitale) (2012)
- SoulSpell – Hollow's Gathering (2012) - voce come "Banneth"
- Ouijabeard – Die and let live (2012) - voce attiva "Die and let live"
- Chris Declercq – voce attiva "A Miracle away" (Singolo digitale) (2012)
- Sinnergod - Behind Every Corner (EP) (2012) (voce attiva "It's A Wonderful Life")
- Vessel – Introspective (2012, voce su cinque tracce) (come The Man Who Would Not Die)
- Ghostshift – Is My Enemy (2013) (voce attiva "Short Days Ago")
- Guido Campiglio – voce attiva "Prisoner" (singolo) (2013)
- Genghis Khan – Genghis Khan was a rocker (2013, voce attiva "Revenge in the Shadows")
- A Sound of Thunder – Time's Arrow (2013) (voce attiva "My Disease")
- Wolfpakk – Cry Wolf (2013) (voce attiva "Cry Wolf")
- Grimskull – Iron Eyes (singolo) (2013) (voce attiva "Iron Eyes")
- Trooper – Atmosferă (2013) (voce attiva "Mercy Killer")
- Alekseyevskaya Ploshchad – "Hero" (singolo digitale, 2013)[2]
- Shadow Legacy – You're Going Straight To Hell (2014) (voce attiva "Hate Within")
- Herot - Hellucination (2014) (voce attiva "Time Machine")
- Alekseyevskaya Ploshchad - Зона риска (2014) (voce attiva "Hero")
- Thomas Zwijsen - Nylonized (2014)[3]
- Pino Scotto – Vuoti di memoria (voce attiva "Stone Dead Forever") (2014)
- Vin Sinners – "A Mighty Black Box" - (voce attiva "Open The Box") (2014)
- Lehmann – Lehmanized (2014) (voce attiva "Laid so low")
- Savage Wizdom – "A New Beginning" - (voce attiva "Let It Go") (2014)
- John Steel - "Freedom" - (voce nelle prime sette tracce) (2014)
- Steve Foglia – "Steve in Wonderland" - (voce attiva "Fight For Justice") (2014)
- Shadows Legacy - Blood and Sweat (EP) (2014) (voce attiva "Hate Within (Alternate)"
- Adamas – "Heavy Thoughts" (2015) (voce attiva "Heavy Thoughts")
- SoulSpell - We Got The Right (Helloween 30 Years Tribute) (2015)
- "Grossmann presents: Music From the Graphic Novel 'Cadeia'" (soundtrack, 2015)
- Maiden uniteD – "Remembrance" (2015) (voce attiva "Futureal")
- Cage - "Ancient Evil" (2015) (narratore)
- Enio Nicolini - "Heavy Sharing" (2015) (voce attiva "King On Icy Throne")
- Gaelbah - "Haxan" (2015) (voce attiva "Black Widow")
- Memorain - "Duality of Men" (2016) (voce attiva "Last of Light")
- Gandalf's Fist - "The Clockwork Fable" (2016) (voce attiva "At the Sign of the Aperture")[4]
- Ibridoma - "December" (2016) voce attiva ("Land of Flames")
- Doro – Strong and Proud - 30 Years of Rock and Metal (2016, condivisione della voce "Fear of the Dark" live)
- Thomas Zwijsen - Nylonized: Preserved in Time (2016) (voce attiva "Judgement of Heaven")
- Cris Martins' Rock Dawn - "Witches Tower" - (voce su tre tracce) (2016)
- Operation: Mindcrime - "Resurrection" (2016) (voce attiva "Taking on the World")
- Mindghost - "The Anti-Citizen" (2016) (voce attiva "My Last Breath")
- Art X - "The Redemption of Cain" (2016) (voce attiva "Knowledge and Death")
- Zix – "Tides of the Final War" - (voce attiva "Metal Strike") (2016)
- SoulSpell - "The Second Big Bang" (2017) (voce attiva "The Second Big Bang" e "The End You'll Only Know at the End" (come Banneth, the Loyal Keeper of the Tree)
- Stage of Reality - Stage of Reality (2017) (voce attiva "Warlord")
- Hyperdump - "The Weak Man" (2017) (voce attiva "No More")
- Europica - "Part One" (2017) (voce attiva "Unflagging" e "Powder Dry")
- Not Over Yet -  "Back To Square One" (singolo) (2017)
- Thundermaker – "Judgement and Order" (singolo) (2017)
- Not Over Yet - "Axioms of Life" (2017) (voce attiva "Back to Square One")
- Thundermother - "Gods of the Earth" (2018) (voce attiva "Judgment & Order")
- Brunno Mariante - Heal or Kill" "Heal or Kill" (2018) (voce)
- Aonia - "The Seven" (2018) (voce attiva "Still, I Rise")
- Marius Danielsen's Legend of Valley Doom - "Marius Danielsen's Legend of Valley Doom Part 2" (2018) (voce attiva "By the Dragon's Breath") (come Guardian of the Black Gate)
- Infinita Symphonia - "Liberation" (2018) (voce attiva "A Silent Hero")
- Black Horizon - "Dark Light" (2019) (voce attiva "Walking Close to Me")
- Brunno Mariante - Heal or Kill" "No Time to Waste" (EP) (2019) (voce)
- Revoltons - "Underwater Bells Pt. 2: October 9th 1963 Act. 1" (2020) (voce attiva "Grandmasters of Death")
- Bratek - "Believer" (singolo) (2020)
- HAMMERHEART - "Distant Skies" (singolo) (2020)
- Shadow Warriors - Mercenaries - EP (2020) (voce attiva "Shadow Warriors")
- DiggerThings - "Three Days of Judgment" (singolo) (2020)
- Vantage Point - "24 Hours of Freedom" (singolo) (2021)
- Offensive - "Awenasa" (2021) (voce attiva "Red Cloud War")
- Clash Bulldog's - "Anger Grows" (singolo) (2021)
- Me And That Man - "New Man, New Songs, Same Shit. Vol. 2" (2021) (voce attiva "All Hope Has Gone")
- DiggerThings - "Ruby Eyes" (singolo) (2021)
- Мария-Режина (Maria Regina) - "Лина" (Lina) (feat. Blaze Bayley & Psybolord) (EP) (2022)
- Gauntlet Rule - "Dying for My Dreams" (singolo) (2022)
- Lethal Frights - Low Frequencies (singolo digitale, 2022)
- Bratek - The Book of Life (2022) (voce attiva "Believer" e "Ulysses")
- Gauntlet Rule - "The Plague Court" (2022) (voce attiva "Dying for My Dreams")
- John Steel - "Distorted Reality" (2022) (voce)
- Woods of Wonders - "Lost" (2022) (voce attiva "Inside a Dream")
- Vantage Point - "Alternative View" (2022) (voce attiva "24 Hours of Freedom")
- Master Spy - "The Ghost Agent" (EP) (2022) (voce)
- Clash Bulldog's - "Bark Power" (2023) - (voce attiva "Anger Grows")
- Alien Country - voce attiva "Nightmare" (singolo digitale, 2023)
- Underlords of the Overworld - voce attiva "Ordo Abstrusus Oculus" (singolo digitale, 2024)
- THe Old Ones - voce attiva "Spirits" (feat. Blaze Bayley & Murat ilkan) (singolo digitale, 2024)